# 金蝉脱殻
金蝉脱殻（きんせんだっかく）は、兵法三十六計の第二十一計。「金蝉、殻を脱す」と読み下す。
敵軍が太刀打ちできないほど強大で、抵抗するほど損害が拡大するような状態のため、一時撤退して態勢を立て直したいとする。この際、何の策もなく撤退すると敵軍の追撃を受ける危険性があるが、金蝉脱殻の計はこのような状態において安全に撤退するための策である。すなわち、蝉が抜け殻を残して飛び去るように、あたかも現在地に留まっているように見せかけておいて主力を撤退させるのである。撤退の場合だけでなく、戦略的な目的で主力を移動させたい場合にもそのまま使える手段である。

## 事例
劉邦が滎陽にて項羽軍に包囲され、脱出も打開もままならず、ついには食料が底を着く窮地に陥った。ここで陳平の策により、将軍の紀信 が劉邦に扮し、鎧兜を身につけて兵士に扮した婦女子とともに降伏を装った。城を包囲していた楚軍は、最初軍勢が城の外へ出てきたので襲ったが、中身が婦人であったため留まり、続いて身なりが立派なものが悠々と出てきたのでこれは降伏だと思い、長きに渡る戦いも終わってようやく故郷に帰れると口々に万歳と叫んだ。他の面を包囲していた楚軍も、何の騒ぎかとそちらへ集まった。その隙に劉邦は反対側の門から逃れ、本拠地まで戻って態勢を立て直すことに成功した。その後、紀信は劉邦に扮したことに激怒した項羽によって火刑に処された。
その一方、宋（北宋）軍が優勢な金軍の襲撃に持ちこたえられず、陣地を放棄するとき、旗印を残したままにしておき、さらに縄で吊り下げた羊の前足に太鼓を据えて音が立つように仕掛け、まだ陣地を守っているように見せかけておいて撤退した。